# Mihailo Petrović (fotbalista)
Mihailo Petrović (srbsky: Михаило Петровић [pětroʋitɕ], * 18. října 1957, Ložnica, Jugoslávie) je srbský fotbalový trenér a bývalý hráč fotbalu. Je hlavním trenérem klubu Hokkaido Consadole Sapporo. Je také držitelem rakouského pasu.
Hrál za Cervenou hvězdu, Olimpiju, Dinamo Záhřeb a Sturm Graz.
Po skončení kariéry se stal trenérem.